# Манастир Враћевшница
Манастир Враћевшница се налази у општини Горњи Милановац у Моравичком округу поред истоименог села, на путу између Горњег Милановца и Крагујевца. Саграђен је пре 1428. године, а живопис је завршен 1431. Ктитор манастира је био Радич Поступовић, српски властелин који је живео у време владавине деспота Стефана Лазаревића. Црква која се налази у кругу манастира посвећена је Светом Ђорђу.

## Историја
Изградња манастира је била велика захвалница Богу због тога што су се по предању мештани оближњег села односно горе поменутог са Косовског боја вратили сви до једног живи и здрави, па је стога челник Радич подигао манастир, а селу дао име Враћевшница.
Након турских освајања, манастир је био оштећен и напуштен, што се види из турских пописа Смедеревског санџака из прве половине 16. века. Након обнове Пећке патријаршије, манастир бива обновљен негде пре 1579. године, заслугом рудничког митрополита Диомидија. Манастир живи и наредних векова, о чему постоје разни документи, а 1737. године, у време аустријске власти, под управом игумана Михаила, а по одобрењу ваљевског епископа Доситеја Николајевића, манастир доживљава највећу обнову до тада. Црква се обнавља и осликава се нови живопис преко старих фресака које су биле оштећене.
Године 1739. долази до краћег прекида у животу манастира током поновне турске најезде, али након неколико година монаси поново долазе у манастир. Почетком 19. века за игумана бива постављен Јевстратије Павловић, рођени брат потоњег архимандрита и првог митрополита кнежевине Србије Мелентија Павловића, који је такође, након братовљеве смрти, био игуман Враћевшнице. У то доба, 1805. године, у манастир долазе монаси из Студенице и доносе мошти Светог Симеона - Стефана Првовенчаног, које ту остају до 1813, када су пренете у манастир Фенек. У време пред крај Првог српског устанка, 17. септембра 1810, у Враћевшници се срећу Карађорђе, Милан Обреновић, Спиридон Филиповић и Доситеј Обрадовић, ради договора о наредном устаничком раду. На Велику Госпојину 1812. се овде одржава скупштина.
Године 1818. је у Враћевшници одржана скупштина на Ђурђевдан, када је одлучено да се Крагујевац постави за престоницу кнежевине. Вуков српски речник купио је 1818. године архимандрит Мелентије Павловић из тог манастира. Архимандрит Гаврил Поповић је 1845. године објавио у Београду душекорисну књигу, под насловом "Разговори за образовање срца и душе".
Конак је обновљен 1834. године, а 1841/1842. године, под надзором Настаса Стефановића, рестаурисан је манастир и дограђен звоник изнад припрате. Торањ се, нажалост, после извесног времена срушио, изазвавши оштећење цркве, тако да 1860. кнез Милош даје новац за обнову, а за покој душе своје мајке Вишње, о чему сведочи натпис на западној страни. Од 1868-70 гради се нови конак, започет од стране кнеза Михаила, а завршен у време кнеза Милана, трудом игумана Викентија Красојевића.
Тих година је у Враћевшници боравио и Ђура Јакшић, који је ту проводио летњи распуст као гост-наставник крагујевачке гимназије. За време боравка у манастиру насликао је известан број историјских портрета које је поклонио братству.
Манастирски посед објављен 1889. године чине: 144 хектара оранице и 321 хектар шуме.
У дворишту манастира је сахрањена баба Вишња, мајка кнеза Милоша, а на том месту је 1901. подигнут споменик.
Почетком 20. века, 26. новембра 1920, у манастиру избија пожар и Милошев конак бива уништен, заједно са бројним манастирским драгоценостима. Следеће године Јоаким Милошевић гради нови конак, другачији од старог, а 1966. се конак рестаурише тако да је враћен првобитни изглед. На западној страни је 1978. саграђена нова зграда у којој је ризница, а на спрату зимска капела. Капелу је фрескама осликао познати сликар и универзитетски професор из Горњег Милановца, Жарко Вучковић.
Манастир је иза 1923. запао у дугове, зидови су попуцали у земљотресу 1928, а када је манастир требало оправљати 1934. пара није било, мада су краљ и банска управа дали извесна средства. Од 1935. ово је женски манастир, калуђерице су унапредиле раније "упропашћену" имовину, пописану због пореског дуга. Монахиње из овог манастира су познате по прављењу изванредног меда. Игуманије овог манастира биле су Ана Аџић (1900-1975), Марија Младеновић (1975—1980), Стефанија Вукас (1980—1986), Евдокија Шутић (1996—2014).

## Архитектура
Манастирска црква је једнобродна грађевина, у основи скоро правилан правоугаоник, са полукружном олтарском апсидом на западној страни, по величини и облику веома слична, данас готово срушеној, цркви манастира Јешевац.
На источној страни цркве је припрата, изнад које је звоник. Споља је озидана жућкастим каменом, а испод стрехе се налази венац од лукова у плитком рељефу.
На јужној страни цркве налазе се манастирски конаци, са кулом која се налази изнад улазне капије.

## Завеса и тепих из Старог двора
Након убистава у Старом двору током Мајског преврата, игуман манастира Враћевшница Михаило Урошевић је у Београду откупио дворски салон краља Александра и том приликом узео крваве завесе, као и тепих. Тела краља Александра и краљице Драге била су умотана у завесе и бачена са дворске терасе. Ти предмети су се читавих девет деценија чували у том манастиру, све док 1995. године нису поклоњени горњомилановачком Музеју рудничко-таковског краја.
Данас, ова два предмета су једни од најзанимљивијих експоната у сталној поставци ове установе под називом „Поклони и откупи – време династије Обреновић”. Како и сведочи сам назив, она обухвата период владавине Обреновића и представља осврт на бројне предмете који су припадали знаменитој српској династији или су из тог периода.

### Опис
Завеса је израђена од вуне. Бордо је боје и има платнену драп поставу. Опшивена је бордо траком, док су ресе у виду кићанки везане срменом нити. На њој се и дан данас виде трагови крви.
Правоугаонасти тепих, димензија 123×183 цм, сличне је боје. На њему се налази геометријски и флорални орнаменти, а преовлађују цветови различитих нијанси.

## Галерија
- Јужни конак са кулом
- Улаз
- Пролаз испод куле
- Иконостас
- Баба Вишњин гроб
- Манастирски конак
- Манастирски конак
- Манастирска црква
- Конак у манастиру Враћевшница, издање Радојице Јоксића, дописна карта, штампа, 9,1×14 цм, Горњи Милановац, после 1902. На аверсу је одштампано: Конак у манастиру Враћевшници – Konak in Manastir Wratsewsnica.